# ルーツ (セパルトゥラのアルバム)
『ルーツ』（Roots）は、セパルトゥラが1996年に発表したアルバム。スタジオ・アルバムとしては6作目。『ローリング・ストーン・ブラジル』誌が選出した「ブラジル音楽の偉大なアルバム100」では57位にランク・インした

## 解説
バンドの母国であるブラジルの伝統音楽を取り入れた内容。「イツサリ」は、1995年11月5日にマットグロッソ州で行われたシャヴァンテ族（ブラジル先住民）との共演を録音したもので、曲名は「Roots」を意味するシャヴァンテ族語。また、ブラジルの歌手兼パーカッション奏者であるカルリーニョス・ブラウンがゲスト参加している。
「ルックアウェイ」は、DJリーサル（ハウス・オブ・ペイン〜リンプ・ビズキット）、ジョナサン・デイヴィス（コーン）、マイク・パットンとのコラボレーション楽曲。
日本ではCD-ROM付きの限定盤（CD番号：APCY-9001）も発売された。
本作に伴うツアーを最後に、マックス・カヴァレラがバンドを脱退した。

## 収録曲
1. ルーツ・ブラッディ・ルーツ - "Roots Bloody Roots" - 3:32
  - 作詞：マックス・カヴァレラ／作曲：セパルトゥラ
2. アティテュード - "Attitude" - 4:15
  - 作詞：マックス・カヴァレラ、D-Low／作曲：セパルトゥラ
3. カット・スロウト - "Cut-Throat" - 2:44
  - 作詞：マックス・カヴァレラ／作曲：セパルトゥラ
4. ラタマハタ - "Ratamahatta" - 4:30
  - 作詞・作曲：セパルトゥラ、カルリーニョス・ブラウン
5. ブリード・アパート - "Breed Apart" - 4:01
  - 作詞：アンドレアス・キッサー、マックス・カヴァレラ／作曲：セパルトゥラ
6. ストレイトヘイト - "Straighthate" - 5:21
  - 作詞：マックス・カヴァレラ／作曲：セパルトゥラ
7. スピット - "Spit" - 2:45
  - 作詞：マックス・カヴァレラ／作曲：セパルトゥラ
8. ルックアウェイ - "Lookaway" - 5:25
  - 作詞：ジョナサン・デイヴィス／作曲：セパルトゥラ、DJリーサル
9. ダステッド - "Dusted" - 4:03
  - 作詞：アンドレアス・キッサー／作曲：セパルトゥラ
10. ボーン・スタバン - "Born Stubborn" - 4:07
  - 作詞：マックス・カヴァレラ／作曲：セパルトゥラ
11. ジャスコ - "Jasco" - 1:57
  - 作曲：アンドレアス・キッサー
12. イツサリ - "Itsári" - 4:48
  - 作曲：Xavantes tribe、セパルトゥラ
13. アンブッシュ - "Ambush" - 4:39
  - 作詞：マックス・カヴァレラ／作曲：セパルトゥラ
14. エンデンジャード・スピーシィーズ - "Endangered Species" - 5:19
  - 作詞：マックス・カヴァレラ／作曲：セパルトゥラ
15. ディクテイターシット - "Dictatorshit" - 1:24
  - 作詞：マックス・カヴァレラ／作曲：セパルトゥラ
16. ケイオスB.C. - "Chaos B.C." - 5:12
  - 日本初回盤ボーナス・トラック
17. "Canyon Jam" - 13:15
  - 隠しトラック

## シングル
本作からのシングルのチャート最高順位を示す。
| タイトル                   | イギリス | スウェーデン | フィンランド |
| -------------------------- | -------- | ------------ | ------------ |
| ルーツ・ブラッディ・ルーツ | 19位     | 14位         | 2位          |
| ラタマハタ                 | 23位     | -            | -            |
| アティテュード             | 46位     | -            | 16位         |

## 参加ミュージシャン
- マックス・カヴァレラ - ボーカル、ギター、ビリンバウ
- アンドレアス・キッサー - ギター、シタール、バッキング・ボーカル
- パウロJr. - ベース、パーカッション
- イゴール・カヴァレラ - ドラムス、パーカッション

### ゲスト・ミュージシャン
- カルリーニョス・ブラウン - ボーカル(on 4.)、パーカッション(on 4. 14.)
- デイヴィッド・シルヴェリア - パーカッション(on 4.)
- ロス・ロビンソン - パーカッション(on 4.)
- マイク・パットン - ボーカル(on 8.)
- ジョナサン・デイヴィス - ボーカル(on 8.)
- DJリーサル - ターンテーブル(on 8.)
- シャヴァンテ族(on 12.)